# 進め!青春
『進め！青春』（すすめ せいしゅん）は、東宝制作、テアトル・プロ共同制作によって日本テレビ系で1968年に放送されていた浜畑賢吉主演の学園ドラマ。「でっかい青春」に続く東宝青春学園シリーズの第4弾で、初のカラー放送作品。

## 作品解説
『青春とはなんだ』以来の青春学園シリーズの日本テレビ側プロデューサー・岡田晋吉の証言によれば、前作までの夏木陽介や竜雷太が演じた生徒たちを引っ張って指導していくスーパーマン教師から生徒と共に成長していく身近な教師像をめざしたという。放映開始がメキシコオリンピック開催時期に重なってしまったために視聴率が伸びずに全11回の短期終了となり、『青春とはなんだ』以降、4作続いた東宝、テアトル・プロ、日本テレビ製作の青春学園シリーズはいったん終了する。当時「劇団四季」に在籍していた浜畑賢吉は、いたずら心のある茶目っ気たっぷりの生徒とともに歩んでいく新米教師像を見事に演じた。この教師像は、後年再開した青春学園シリーズでの村野武範が演じた河野武（『飛び出せ!青春』）や中村雅俊が演じた沖田俊（『われら青春!』）らの教師像の原形ともいえるものだった。
養護教員として出演した岡田可愛は、青春学園シリーズの第1作『青春とはなんだ』以降、『これが青春だ』、『でっかい青春』からこの『進め！青春』までの全132本すべてに出演しており、番組終了後に皆勤賞を貰っている。これについて著書『失敗なんかこわくない』（KSS出版、1998年）にて、自立して生活していたため1本でも欠けると給与に響くため、出番がない時には監督に頼み込んで出演シーンを作ってもらっていたと告白している。

## あらすじ
高木進（浜畑賢吉）は、半年の浪人を経て晴れて私立日東高校の社会科教師になることが出来た。だが、初日から学生服を着て登校するハメになったりとやることなすこと裏目に出て、散々な渾名を付けられたりして生徒たちに舐められてしまう。一発逆転を狙って言った「180年前に生れていたら俺はけっしてナポレオンに引けをとらなかっただろう。青春の辞書に不可能という言葉はない！」という言葉から“ナポレオン”先生と称され、サッカー部の部長にも就任して生徒たちと一緒になって学園生活を送ることになる。何かと口うるさい英語教師、河野真知子（亀井光代）やお節介な養護教諭の熊木愛子（岡田可愛）という二人の女性と江島教頭（平田昭彦）ら先輩教師たちの間を持ち前のいたずら心で渡り合っていく。

## 出演者
- 浜畑賢吉 – 高木進（社会、サッカー部部長）
- 亀井光代 – 河野真知子（英語、フェンシング部部長）
- 東野英治郎- 戸川棒太郎校長
- 平田昭彦 - 江島俊平教頭
- 岡田可愛 – 熊木愛子（医務室勤務）
- 大塚道子 – 美川千代（数学）
- 宮口精二 – 父・高木勝之進
- 賀原夏子 – 母・はな
- 田中美恵子 - 妹・純
- 中沢治夫 - 木村豊（サッカー部キャプテン）
- 大谷直 – 野呂貢（サッカー部員）
- 鍋谷孝喜（第1話のみ鍋谷喜孝表記） – 吉野藤吉郎（サッカー部員）
- 赤塚真人 – （サッカー部員）
- 徳永礼子 - 桜井亜矢子 （サッカー部マネージャー）
- 夏純子（2回までは坂本道子名義）- 若山タマ子 （サッカー部マネージャー）
- 水沢有美 – 由美（新聞部）
- 田坂都 – 麗子（新聞部）
- 高橋厚子 – 早苗
- 大沢健三郎 – 片桐
- 佐山俊二 – 久さん（用務員）
- 金井大 – 校医
- 玉川良一 – 吉野の父（質屋）
- 三遊亭金馬 - 木村の父（酒屋）
- 田中春男 - 桜井の父（マーケット）

## スタッフ
- 監修：千葉泰樹
- プロデューサー：岡田晋吉（日本テレビ）、大木亀雄、酒井知信
- 音楽：いずみたく
- 脚本：須崎勝弥、上條逸雄、鎌田敏夫、桜井康裕、田波靖男
- 監督：高瀬昌弘、竹林進

## 放送データ
- 放送期間：1968年10月20日 - 1968年12月29日
- 放送時間：毎週日曜日20:00 - 20:56
- 放送回数：11話
- 放送形態：カラー作品

## サブタイトル
| 放映日         | 各話   | サブタイトル         | 脚本     | 監督     | ゲスト                                                        |
| -------------- | ------ | -------------------- | -------- | -------- | ------------------------------------------------------------- |
| 1968年10月20日 | 第1話  | ナポレオン先生       | 須崎勝弥 | 高瀬昌弘 | 松原マモル                                                    |
| 1968年10月27日 | 第2話  | ゴーゴー・レッツゴー | 須崎勝弥 | 高瀬昌弘 | 上田吉二郎 木村豊幸 久里みのる 宇野晃司                       |
| 1968年11月3日  | 第3話  | 若者よ!恋をしろ      | 上條逸雄 | 竹林進   | 野口元雄 三田村賢二 山崎猛 石黒高志                           |
| 1968年11月10日 | 第4話  | 勝て!勝て!勝て!      | 田波靖男 | 竹林進   | 藤田進 木村豊幸 久里みのる うえずみのる 音羽久米子 浦島千歌子 |
| 1968年11月17日 | 第5話  | 彼と彼女             | 鎌田敏夫 | 高瀬昌弘 |                                                               |
| 1968年11月24日 | 第6話  | サッカー部危機一髪   | 上條逸雄 | 高瀬昌弘 | 亀谷雅彦                                                      |
| 1968年12月1日  | 第7話  | げんこつの報酬       | 桜井康裕 | 竹林進   | 北川理沙 見明凡太郎                                           |
| 1968年12月8日  | 第8話  | 悲しきカナリヤ       | 鎌田敏夫 | 竹林進   | 夏八木勲 南美江                                               |
| 1968年12月15日 | 第9話  | 壊れた優勝盃         | 上條逸雄 | 高瀬昌弘 | 片岡光雄 三崎千恵子                                           |
| 1968年12月22日 | 第10話 | ハプニング合宿       | 桜井康裕 | 高瀬昌弘 | 益田喜頓                                                      |
| 1968年12月29日 | 第11話 | 勝利者               | 須崎勝弥 | 高瀬昌弘 | 柴田昌宏 梅田智子                                             |

## 主題歌・挿入歌
3曲いずれも作詞：岩谷時子 作曲・編曲：いずみたく
- 主題歌：浜畑賢吉「進め！青春」
- 挿入歌：浜畑賢吉「走れゴーゴー」
- 挿入歌：岡田可愛「悲しきカナリア」

## 小説・漫画
- 脚本：須崎勝彌、小説化：相葉一博『進め！青春』ルック社、1970年12月25日刊
- 横山まさみちと横山プロダクション「進め！青春」、小学館の『小学六年生』1968年10月号 - 1969年3月号（全6回）に掲載。未単行本化。